# 黃奇斌
黃奇斌（1990年9月10日—）是臺灣歌手、鍵盤手與詞曲作家，畢業於國立政治大學廣告學系。2012年就讀大學時與高中熱音社朋友一同成立臺灣臺語獨立搖滾樂團茄子蛋，後於2022年休團；2025年7月以個人身分加入環球唱片發片。

## 經歷
生長在臺語家庭，讓他往後對創作臺語音樂情有獨鍾，從小在教堂彈鋼琴、學習二胡，就讀松山高中時加入熱音社，大學時期曾在校內餐車打工、承接配樂工作、廣電系畢製、報名金旋獎以及與高中熱音社朋友成立茄子蛋樂團，2013年發行首張EP《猶原佇這》（包含〈浪子回頭〉），後來樂團成員因為各自生涯規劃而離開到創始團員只剩下他。2014年黃奇斌陸續找來吉他手蔡鎧任、謝耀徳和鼓手賴俊廷重組茄子蛋，2015年剛當完兵的他在夏天就寫了15首情歌。
2017年7月28日，茄子蛋將黃奇斌之前創作的作品重新錄製籌組資金自創公司艾格普蘭特艾格有限公司發行了首張專輯《卡通人物》；2018年以《卡通人物》入圍第29屆金曲獎（年度專輯獎、最佳台語專輯獎、最佳樂團獎、最佳新人獎）、第9屆金音創作獎（最佳樂團獎、最佳現場演出獎、最佳搖滾專輯獎、最佳搖滾單曲獎），最後獲得金曲獎最佳台語專輯獎與最佳新人獎；2019年以〈浪流連〉入圍金曲獎年度歌曲獎；2020年以《我們以後要結婚》入圍第31屆金曲獎（年度專輯獎、最佳台語專輯獎、最佳樂團獎、最佳裝幀設計獎），以〈愛情你比我想的閣較偉大〉入圍第58屆金馬獎最佳原創電影歌曲獎，和獲得第33屆金曲獎年度歌曲獎。
2022年9月，茄子蛋對外宣布因主唱黃奇斌聲帶受損而休團。2023年4月黃奇斌復出擔任玖壹壹演唱會嘉賓，7月1日擔任第34屆金曲獎頒獎典禮演唱表演。2024年與交往10年的女友經紀人結婚，2025年7月以個人加入環球唱片。

## 音樂作品

### 茄子蛋時期
專輯歌曲
| 排序 | 發行年 | 專輯名稱           | 曲目 |
| 1    | 2017年 | 《卡通人物》       | 1. 波克比的愛 2. Ms. Doremi 3. 親愛的無情孫小美 4. 我若是有來生我想欲變成你 5. 日常 6. 浪子回頭 7. 人類攏同款 8. 你不懂我的這款愛情 9. Outro 10. 把你的女朋友送給我好不好                |
| 2    | 2019年 | 《我們以後要結婚》 | 1. 阿明與我 2. 聞道有先後，術業有專攻 3. 這款自作多情 4. Happy!!! 運將情歌 5. 窒息 6. 請問你敢欲做我的 Girlfriend 7. 孤獨的人我們一起出發 8. 現代的男女你如何看待 9. 用愛賺錢 10. 浪流連 |

EP
| 排序 | 發行年 | 專輯名稱     | 曲目                                                                            |
| 1    | 2013年 | 《猶原佇這》 | 1. 浪子回頭 2. 薄情女與少年人（僅作詞） 3. 濁水都市 4. 把你的女朋友送給我好不好 |

單曲
| 排序 | 發行年    | 曲目                       | 備註                               |
| 1    | 2020年5月 | 《我懂我的ZOOM》           | 三星手機邀請黃奇斌與李英宏一同創作 |
| 2    | 2020年9月 | 《敢傻敢衝》               | 2020黑松沙士年度主題曲             |
| 3    | 2021年1月 | 《新年恭喜薯來堡》         | 麥當勞合作新年歌曲                 |
| 4    | 2021年3月 | 《愛情你比我想的閣較偉大》 | 電影《當男人戀愛時》主題曲         |

### 黃奇斌時期
獨唱單曲
| 排序 | 發行年    | 曲目                 | 備註 |
| 1    | 2025年7月 | 《若無你我欲去佗位》 |      |

## 創作歌曲
| 年份   | 歌手           | 歌名                 | 專輯                               | 詞曲作家（黃奇斌的部分）                  |
| 2016年 | Nora Says      | 囝仔欲去佗           | Nora Says《Crazy Summer Love III》 | 詞：黃奇斌                                |
| 2016年 | Nora Says      | 厝內的門             | Nora Says《Crazy Summer Love III》 | 詞：黃奇斌                                |
| 2019年 | 家家           | 何妨                 | 家家《我想要的》                   | 詞：黃奇斌 曲：黃奇斌                     |
| 2021年 | 陳芳語         | 沒什麼大不了         | 陳芳語《wfh》                      | 曲：陳芳語、呆伯特、黃奇斌                |
| 2021年 | 蕭煌奇、茄子蛋 | 寫一條歌，寫你我爾爾 | 蕭煌奇《舞台》                     | 詞：黃奇斌                                |
| 2024年 | 動力火車       | 我沒有哭             | 動力火車《結伴》                   | 詞：黃奇斌 曲：黃奇斌                     |
| 2024年 | 八三夭         | 某某                 | 八三夭《聆聽˙某某》                | 詞：黃奇斌、柳廣輝、八三夭阿璞 曲：黃奇斌 |
| 2025年 | 林宥嘉、黃奇斌 | Time                 | 林宥嘉《Apples of Thy Eye》        | 詞：黃奇斌、林宥嘉 曲：林宥嘉、黃奇斌     |

## 戲劇作品

### 劇集
| 首播年份 | 播放頻道               | 劇名                 | 導演           | 角色         | 備註 |
| -------- | ---------------------- | -------------------- | -------------- | ------------ | ---- |
| 2024年   | Hami Video 中華電信MOD | 《塑膠花》           | 鄭雅之         | 中藥老闆孫子 |      |
| 2024年   | Netflix                | 《正港分局》         | 程偉豪、殷振豪 | 黃紹年       |      |
| 2024年   | 愛奇藝 八大戲劇台      | 《太太太厲害》       | 吳建新         | 蔡國勇       |      |
| 2025年   | 客家電視台             | 《星空下的黑潮島嶼》 | 王傳宗         | 陳學文       |      |
| 2025年   | 華視 公視台語台        | 《成功路上》         | 吳建新         | 韓吉         |      |
| 2025年   |                        | 《你好，我是接體員》 | 林立書、鄒奕笙 | 方俊皓       |      |

### 電影
| 日期   | 片名         | 導演   | 擔任角色 | 備註   |
| ------ | ------------ | ------ | -------- | ------ |
| 2024年 | 小雁與吳愛麗 | 林書宇 | 阿正     | 男配角 |
| 2025年 | 96分鐘       | 洪子烜 |          | 男配角 |
| 2026年 | 死亡賭局     | 詹淳皓 |          | 男主角 |

### 短片
| 日期   | 劇名                 | 擔任角色 |
| ------ | -------------------- | -------- |
| 2024年 | 第35屆金曲獎形象短片 |          |

## 獎項紀錄

### 金曲獎
| 年份 | 屆次         | 專輯                       | 獎項           | 入圍                       | 結果 |
| ---- | ------------ | -------------------------- | -------------- | -------------------------- | ---- |
| 2018 | 第29屆金曲獎 | 《卡通人物》               | 年度專輯獎     | 《卡通人物》               | 提名 |
| 2018 | 第29屆金曲獎 | 《卡通人物》               | 最佳台語專輯獎 | 《卡通人物》               | 獲獎 |
| 2018 | 第29屆金曲獎 | 《卡通人物》               | 最佳樂團獎     | 《卡通人物》               | 提名 |
| 2018 | 第29屆金曲獎 | 《卡通人物》               | 最佳新人獎     | 《卡通人物》               | 獲獎 |
| 2019 | 第30屆金曲獎 | 《浪流連》                 | 年度歌曲獎     | 〈浪流連〉                 | 提名 |
| 2020 | 第31屆金曲獎 | 《我們以後要結婚》         | 年度專輯獎     | 《我們以後要結婚》         | 提名 |
| 2020 | 第31屆金曲獎 | 《我們以後要結婚》         | 最佳台語專輯獎 | 《我們以後要結婚》         | 提名 |
| 2020 | 第31屆金曲獎 | 《我們以後要結婚》         | 最佳樂團獎     | 《我們以後要結婚》         | 提名 |
| 2020 | 第31屆金曲獎 | 《我們以後要結婚》         | 最佳裝幀設計獎 | 《我們以後要結婚》         | 提名 |
| 2022 | 第33屆金曲獎 | 《愛情你比我想的閣較偉大》 | 年度歌曲獎     | 《愛情你比我想的閣較偉大》 | 獲獎 |

### 金馬獎
| 年份 | 屆次         | 電影             | 獎項               | 入圍                   | 結果 |
| ---- | ------------ | ---------------- | ------------------ | ---------------------- | ---- |
| 2021 | 第58屆金馬獎 | 《當男人戀愛時》 | 最佳原創電影歌曲獎 | 愛情你比我想的閣較偉大 | 提名 |

### 金音創作獎
| 年份 | 屆次            | 專輯         | 獎項           | 入圍                       | 結果 |
| ---- | --------------- | ------------ | -------------- | -------------------------- | ---- |
| 2018 | 第9屆金音創作獎 | 《卡通人物》 | 最佳樂團獎     | 《卡通人物》               | 提名 |
| 2018 | 第9屆金音創作獎 | 《卡通人物》 | 最佳現場演出獎 | 《卡通人物》逗陣來搏小巡迴 | 提名 |
| 2018 | 第9屆金音創作獎 | 《卡通人物》 | 最佳搖滾專輯獎 | 《卡通人物》               | 提名 |
| 2018 | 第9屆金音創作獎 | 《卡通人物》 | 最佳搖滾單曲獎 | 〈Ms. Doremi〉             | 提名 |

### 台北電影獎
| 年份   | 頒獎典禮         | 獎項       | 影片             | 角色 | 結果 |
| ------ | ---------------- | ---------- | ---------------- | ---- | ---- |
| 2025年 | 第27屆台北電影獎 | 最佳新演員 | 《小雁與吳愛麗》 | 阿正 | 提名 |

### 其他獎項
- 2014年
  - 台灣《站出來音樂挑戰賽 2014/10/04》：亞軍
  - 台灣《美麗華樂團比賽冠軍 2014/11/09》：最佳Bass、最佳Keyboard
- 2015年
  - 台灣《日出音樂節大賞 2015/06/20》：亞軍
  - 台灣《原創流行音樂大賞 2015/08/29》：佳作
- 2018年   GQ年度風格男人[6]
- 2019年   新加坡 Freshmusic Awards 年度十大單曲

## 外部連接
- 黃奇斌lnstagram （页面存档备份，存于）
- 茄子蛋EggPlantEgg的Youtube官方頻道 （页面存档备份，存于）